# Temple du Gol
Le temple du Gol (aussi appelé Temple Pandialée) est un temple hindou tamoul de l'île de La Réunion, département d'outre-mer français dans le sud-ouest de l'océan Indien. Situé à Saint-Louis au camp du Gol, sur le site de l'ancienne habitation du même nom, c'est le plus vieux temple hindou de l'île. Il est inscrit en totalité à l'inventaire des Monuments historiques depuis le 29 mars 1996,.

## Histoire

### Contexte
En 1848, la Deuxième République abolit définitivement l'esclavage. Cette abolition s'accompagne toutefois de l'indemnisation des propriétaires esclavagistes. Pour faire face à la pénurie de main-d’œuvre provoquée par l'affranchissement général des esclaves, les planteurs se tournent vers le système de l'engagisme pour s'approvisionner en travailleurs agricoles, originaires principalement d'Inde (Malbars), et dans une moindre mesure de l’Afrique et de Madagascar.

### Construction
Le temple est construit en 1852 ou 1856, par ordre du richissime planteur et industriel Gabriel Le Coat de Kervégen sur le site de l'habitation du Gol.
Selon certaines sources, le temple est bâti entre 1905 et 1910, au moment où l'habitation appartient à Robert Le Coat de Kerveguen.
Le temple est consacré à Vishnou et comporte une importante décoration peinte à l'intérieur, avec des fresques représentant des épisodes du Râmâyana ou du Mahabarata.

### Reconnaissance patrimoniale et protection
Le temple est inscrit en totalité à l'inventaire des Monuments historiques le 29 mars 1996,.
En 2019, il est retenue dans la liste des sites emblématiques de l'édition annuelle du Loto du patrimoine pour bénéficier de financements de restauration.